# 基斯通鎮區 (明尼蘇達州波爾克縣)
基斯通鎮區（英語：Keystone Township）是位於美國明尼蘇達州波爾克縣的一個行政鎮區。

## 歷史
基斯通鎮區於1881年設立，得名自宾夕法尼亚州的暱稱「拱心石州」（Keystone State）。

## 地方資料
基斯通鎮區的面積為92.37平方千米，皆為陸地。根據2020年美國人口普查的數據，當地共有人口70人，而人口密度為每平方千米0.76人。